# Rüstkammer des Moskauer Kremls

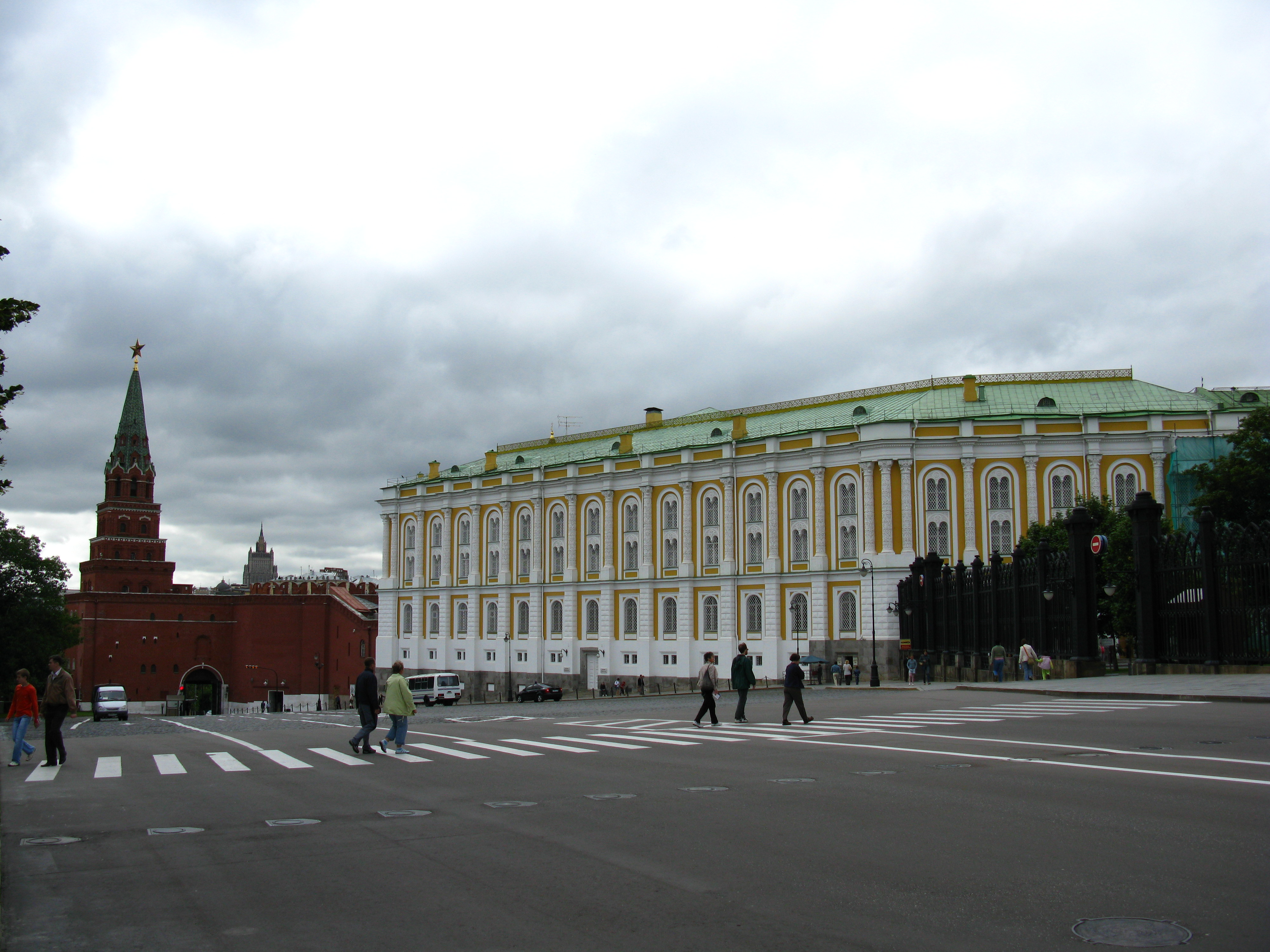
Das Gebäude der Rüstkammer; links der Borowizki-Turm des Kremls

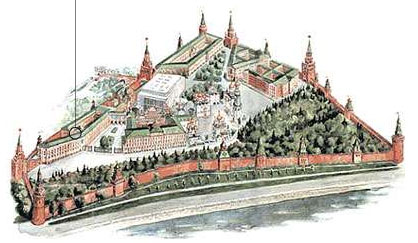
Die Rüstkammer auf dem Übersichtsplan des Moskauer Kremls

Die Rüstkammer des Moskauer Kremls (russisch Оружейная палата Московского Кремля) ist eines der bekanntesten Museen Angewandter Kunst in Russland. Es befindet sich in der Hauptstadt Moskau, auf dem Territorium des Kremls, des ältesten Teils der Stadt. Das Gebäude, in dem sich heute die Exposition befindet, stammt aus dem Jahr 1851. Auf zwei Stockwerken sind unter anderem historische Waffen, Juweliererzeugnisse, Monarcheninsignien (darunter die berühmte Mütze des Monomach) und Unikate des Gold- und Silberschmiedehandwerks aus dem Zeitraum vom 13. bis zum 19. Jahrhundert ausgestellt. Im selben Gebäude befindet sich auch die ständige Ausstellung des Staatlichen Diamantenfonds mit besonders wertvollen Erzeugnissen des Juwelierhandwerks, Zarenregalien und raren Edelsteinen.
Das Rüstkammergebäude befindet sich im südwestlichen Teil des Kremls in unmittelbarer Nähe zu dessen Eingang über den Borowizki-Turm. Es kann heute sowohl im Rahmen einer Führung als auch individuell besichtigt werden. Insgesamt sind in der Rüstkammer, den Diamantenfonds nicht mitgerechnet, über 4.000 Exponate ausgestellt.

## Geschichte der Rüstkammer
Ursprünglich handelte es sich bei der Rüstkammer um eine große Sammlung von Werkstätten im Moskauer Kreml, in denen für den dort ansässigen Hof des russischen Zaren vor allem besonders repräsentative Klingen- und Schusswaffenexemplare sowie Nebenausrüstung wie Schilder, Helme, Panzerhemde oder Kettenrüstung hergestellt wurden. Die Kreml-Rüstkammer wurde ungefähr im 15. oder Anfang des 16. Jahrhunderts gegründet und erstmals in einer schriftlichen Urkunde des Jahres 1547 erwähnt, als eine Feuersbrunst große Teile ihrer Bestände zerstörte.
Im 17. Jahrhundert, unter der Herrschaft erster Zaren aus der Romanow-Dynastie, zählte der Kader der Kreml-Rüstkammer bereits wesentlich mehr Meister als ein Jahrhundert früher. Hier arbeiteten ausgelesene Künstler des Eisen-, Silber- und Goldschmiedehandwerks, außerdem Juweliere und Ikonenmaler aus verschiedenen Gegenden des Russischen Zarentums und auch aus dem europäischen Ausland. Bereits damals wurden in der Rüstkammer nicht nur Waffen samt Zubehör gefertigt, sondern auch repräsentative Alltagsgegenstände. Allen in der Rüstkammer hergestellten Erzeugnissen war ihre kunstvolle Ausgestaltung – oft unter Einsatz von Edelmetallen und wertvollen Edelsteinen – gemein, die jedem Betrachter bis heute die einstige Pracht und den Luxus des Zarenhofs vor Augen führt.

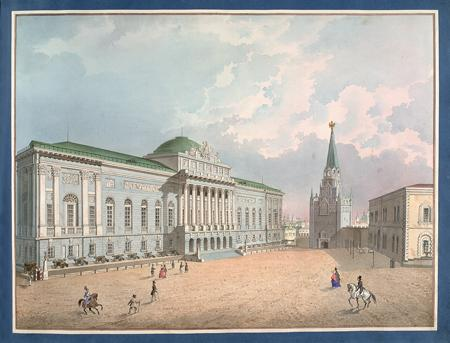
Altes Rüstkammergebäude am Dreifaltigkeitsturm. 1852

Die Umwandlung der ursprünglichen Hofwerkstatt mit ihren über Jahrhunderte angesammelten Meisterwerken der angewandten Kunst in ein Museum begann Anfang des 18. Jahrhunderts, als der Zarenhof unter Peter I. vom Moskauer Kreml in die neue Hauptstadt Sankt Petersburg verlegt wurde. Seit dieser Zeit wurden Alltagsgegenstände und Regalien für den Zarenhof ebenfalls in Petersburg gefertigt. Die historischen, in Moskau gefertigten Erzeugnisse waren jedoch ursprünglich nicht für die öffentliche Besichtigung vorgesehen. Erst unter Alexander I. wurde – ebenfalls auf dem Gelände des Moskauer Kremls – erstmals ein eigenes Gebäude zur Aufbewahrung und Exposition der Bestände der Rüstkammer erbaut. Dieses Gebäude, ein frühklassizistisches Palais mit einer Säulenreihe am Eingangsportal und einer Kuppel oberhalb dessen, wurde in den Jahren 1806 bis 1812 vom Architekten Iwan Jegotow (der u. a. auch an der Ausgestaltung des Moskauer Zarizyno-Schlossparks beteiligt war) errichtet. Es stand in der Nähe des Dreifaltigkeitsturms des Kremls, genau an der Stelle, wo sich heute der Staatliche Kremlpalast befindet.
Dieses Museumsgebäude erwies sich jedoch schon bald als zu klein für die wachsenden Bestände der Rüstkammer. Deswegen wurde bereits drei Jahrzehnte später, unter dem Zaren Nikolaus I., der Bau eines neuen Gebäudes für die Exposition beschlossen. Mit der Konzeption und Ausführung wurde der bekannte Moskauer Architekt Konstantin Thon betraut. Ungefähr zur gleichen Zeit erhielt Thon auch den Auftrag für den Bau einer neuen Moskauer Residenz des Zaren im Kreml. Für beides wurde ein großzügiges Grundstück nahe dem Borowizki-Tor, über dem Abhang des Kremlhügels zum Ufer der Moskwa hin, zur Verfügung gestellt. Das Zarenpalais, das seitdem zum Komplex des Großen Kremlpalastes gehört, baute Thon in den Jahren 1838–1849, gleich nebenan wurde 1844–1851 die neue zweistöckige Rüstkammer errichtet.
Beide Gebäude wurden von Thon stilistisch ähnlich ausgeführt, nämlich in einer strengen klassizistischen Art eines repräsentativen Verwaltungsbaus mit gleichmäßigen Reihen ornamentierter Fenstereinfassungen und nicht sehr reichlich vorhandenen dekorativen Details (wie z. B. geschnitzten Säulenreihen) an den Fassaden. Die Innenräumlichkeiten wurden überaus prunkvoll, nach der Art eines Palastes, ausgestaltet; die Paradesäle im zweiten Obergeschoss, in denen sich heute der größere Teil der Exposition befindet, zeichnen sich durch hohe, von Säulen gestützte Gewölbe mit von Saal zu Saal variierender farblicher Gestaltung sowie durch Wandornamente mit marmornen Medaillondarstellungen russischer Fürsten und Zaren (ursprünglich in den 1770er-Jahren durch den Bildhauer Fedot Schubin gefertigt) aus.
Das alte Museumsgebäude aus dem Jahr 1812 wurde nach der 1851 erfolgten Eröffnung der neuen Rüstkammer umgebaut und noch einige Jahrzehnte lang militärisch genutzt. Ende der 1950er-Jahre wurde es schließlich abgerissen, um Platz für den Bau des Staatlichen Kremlpalastes (damals: Kongresspalast des Kremls) zu schaffen.
Nach der Oktoberrevolution 1917 kamen die Bestände der Rüstkammer, wie auch andere Schätze des Kremls, unter Kontrolle der neuen bolschewistischen Staatsmacht. Das Museum blieb einige Jahre lang geschlossen, eröffnete jedoch 1924 als „Museum für angewandte Kunst“ wieder seine Pforten. Zu den historischen Erzeugnissen von Juwelier- und Schmiedemeistern kam eine Vielzahl von Exponaten hinzu, die aus nunmehr entwidmeten Kirchen und Palästen des Kremls hierher übertragen wurden. Während des Zweiten Weltkriegs schloss das Museum, da die meisten Bestände, für den Fall einer möglichen Einnahme Moskaus durch die Wehrmacht, ins Uralgebiet evakuiert wurden. Mitte der 1950er-Jahre wurde das Museum wiedereröffnet und trägt seitdem wieder seinen historischen Namen – die Staatliche Rüstkammer.

## Exposition
Der Haupteingang der Rüstkammer führt ins untere Sockelgeschoss, wo sich Garderoben, Souvenirläden und Ticketschalter befinden. Zur Exposition führt eine Treppe über das höher gelegene obere Sockelgeschoss, dessen Räumlichkeiten heute der Diamantenfonds einnimmt; dort befindet sich auch dessen Eingang. Eine Treppe weiter gelangen Besucher zunächst in die Vorhalle der ersten Etage. In der Regel beginnen Führungen jedoch mit den Ausstellungshallen im zweiten Stock. Dorthin führt von der Vorhalle der ersten Etage aus eine breite Paradetreppe mit marmornen Geländern.

### Zweites Stockwerk

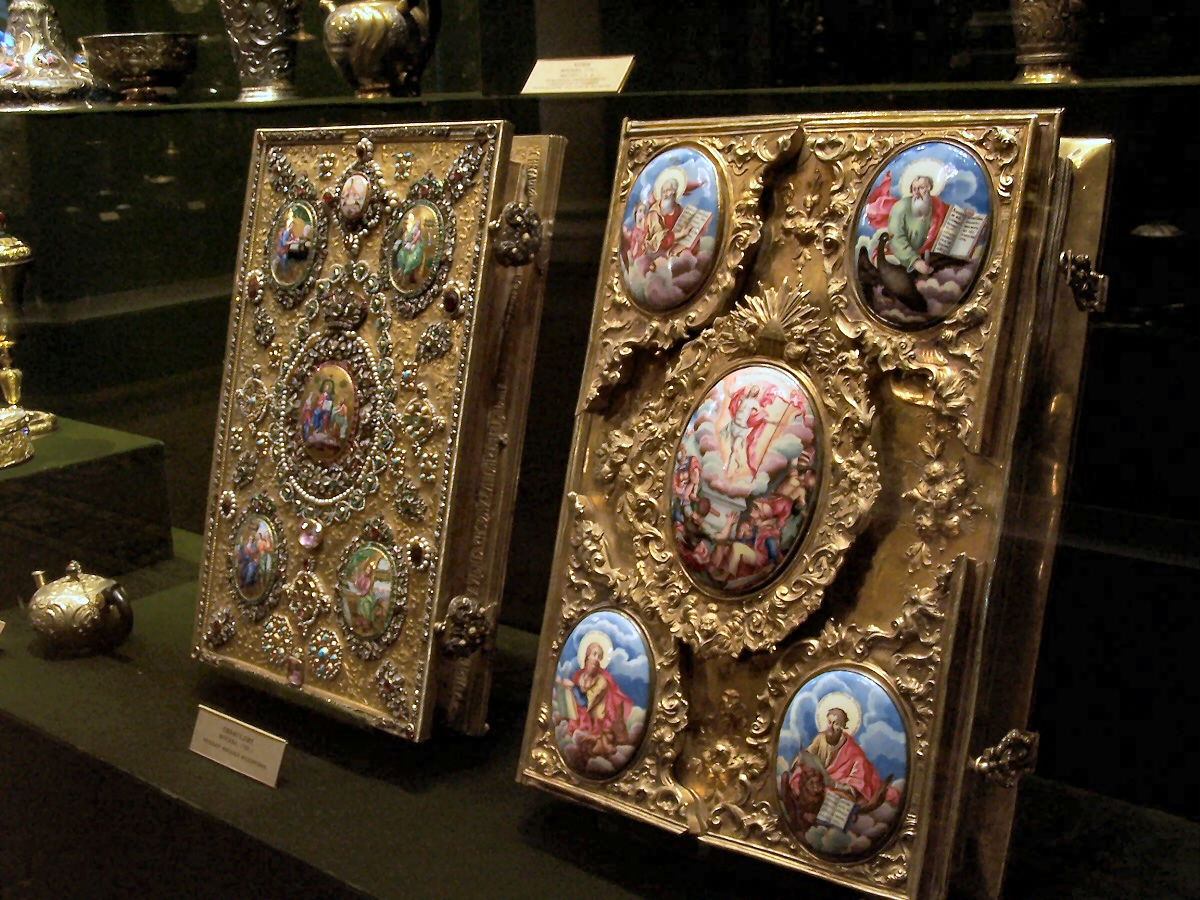
Buchbeschläge

Die Ausstellungsräumlichkeiten im zweiten Stock der Rüstkammer nehmen insgesamt fünf Säle ein. Den Schwerpunkt bilden dabei historische Waffen sowie aus Edelmetallen kunstvoll gefertigte Alltagsgegenstände und Kirchenutensilien, die ehemals dem Zarenhof oder den Palästen, Kirchen und Klöstern des Kremls gehörten. Gleich von der Treppenhalle aus gelangt man in den ersten Saal, der eine umfangreiche Sammlung von Kirchenschätzen und Schmiedeerzeugnissen aus dem Zeitraum vom 11. bis zum 17. Jahrhundert beherbergt. Zu den ältesten Exponaten im gesamten Bestand der Rüstkammer gehört beispielsweise eine im 11. Jahrhundert im Byzantinischen Reich gefertigte Ikone des Heiligen Demetrios von Thessaloniki, die im 14. Jahrhundert dem Moskauer Großfürst Dmitri Donskoi gehörte. Ebenfalls aus dem 11. Jahrhundert stammt ein Abendmahlskelch aus der Verklärungskathedrale der Stadt Pereslawl-Salesski. Große Teile der Exposition in der ersten Halle nehmen Bestände aus Kremlkirchen ein: Aus der ehemaligen Sakristei der Mariä-Entschlafens-Kathedrale stammt beispielsweise ein handgeschriebenes Evangelium-Exemplar aus dem Jahr 1499 in einem silbernen Beschlag, ursprünglich Eigentum des Großfürsten Iwan III., oder eine goldene und mit Edelsteinen verzierte Ikoneneinfassung aus dem 16. Jahrhundert. Aus der Erzengel-Michael-Kathedrale stammt unter anderem eine Sammlung von goldenen Utensilien, die der Kirche Ende des 16. Jahrhunderts von der Witwe des Zaren Fjodor I. gespendet wurde, sowie ein ornamentierter silberner Deckel des Reliquienschreins des Zarewitsch Dmitri aus dem Jahr 1630.

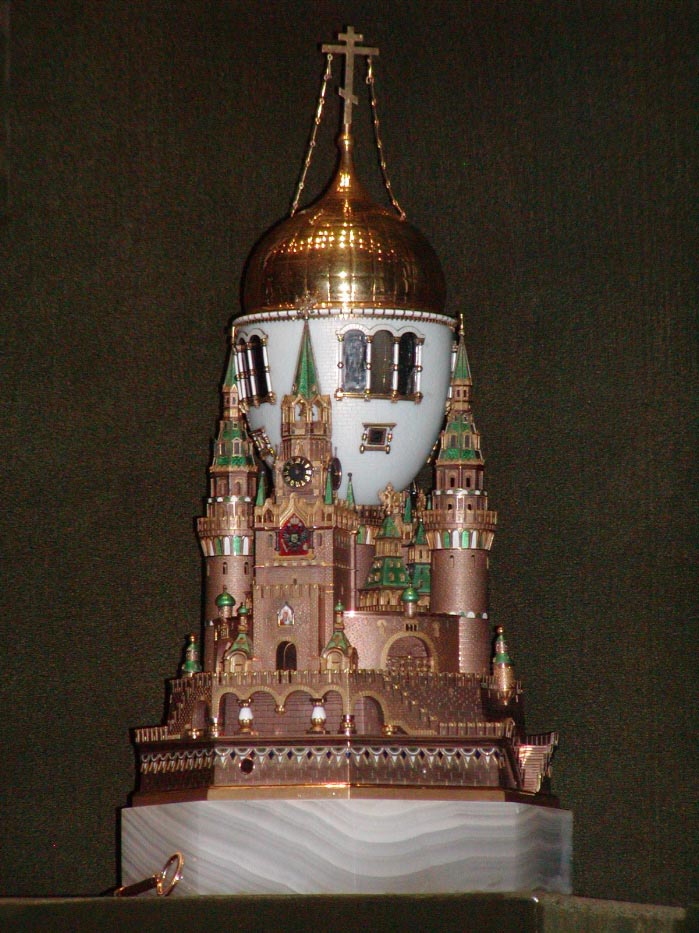
Fabergé-Ei mit der Uspenski-Kathedrale im Moskauer Kreml

In der zweiten Halle ist eine Vielzahl von Kirchenschätzen aus späteren Zeitepochen (17. Jahrhundert bis Anfang des 20. Jahrhunderts) ausgestellt, ferner ebenfalls aus der Zeit ab dem 17. Jahrhundert stammende Erzeugnisse von Gold- und Silberschmieden aus ganz Russland. Zu nennen sind beispielsweise eine Sammlung von Kirchenutensilien aus der Sakristei des Dreifaltigkeitsklosters von Sergijew Possad, ein Evangelium-Unikat in einer mit Edelsteinen ausgeschmückten Goldfassung aus dem 1929 zerstörten Tschudow-Kloster des Kremls, eine Vielzahl von Utensilien aus Kirchen in anderen russischen Städten (u. a. Jaroslawl und Kostroma) oder Sammlungen einzigartiger Geschirrgegenstände aus dem 18. und 19. Jahrhundert (darunter Emaille-Erzeugnisse des 17. Jahrhunderts aus der Stadt Solwytschegodsk). Ebenfalls in der zweiten Halle sind Erzeugnisse bekannter Juweliermeister des zaristischen Russlands ausgestellt, darunter mehrere Ostereier-Unikate aus dem Haus Fabergé, hergestellt vom 18. bis zum frühen 20. Jahrhundert.
Der thematische Schwerpunkt der auf gleicher Höhe gelegenen Hallen drei und vier liegt im Bereich von historischen Waffen und militärischen Ausrüstungsgegenständen, die einst als Paradeexemplare hergestellt wurden und den Zaren oder anderen Monarchen gehörten. So ist in der dritten Halle ein lebensgroßes Modell eines Ritters zu Pferde und in einer Paraderüstung zu sehen. Einen großen Teil der Exposition nehmen die erbeuteten Gewehre, Klingenwaffen und Rüstungen sowohl aus europäischen Ländern (darunter in der Schlacht bei Poltawa erbeutete persönliche Gegenstände des schwedischen Königs Karl XII.) als auch aus dem Orient. In der vierten Halle sind aus russischen Fürstentümern stammende Paraderüstungen, Helme, Schilde und Panzerhemde aus dem 13. bis 17. Jahrhundert ausgestellt.
Die fünfte und letzte Ausstellungshalle des zweiten Stockwerks ist gänzlich Gegenständen angewandter Kunst gewidmet, die der russische Zarenhof in verschiedenen Jahrhunderten als Geschenke ausländischer Herrscher erhalten hatte. Hier nehmen aus Edelmetallen gefertigte Geschirr- und Besteckerzeugnisse mengenmäßig wiederum einen wichtigen Platz ein: Darunter im 16. und 17. Jahrhundert hergestellte silberne Pokale aus Nürnberg, ein aus Porzellan hergestelltes Service namens Olympia aus Sèvres (von Napoléon Bonaparte an Zar Alexander I. anlässlich der Unterzeichnung des Tilsiter Friedens 1807 geschenkt), luxuriöse Alltagsgegenstände und Juweliererzeugnisse aus Frankreich, England, Dänemark, Schweden und anderen europäischen Ländern, sowie eine Sammlung von Silberschmiedeerzeugnissen des 17. und 18. Jahrhunderts aus Augsburg.

### Erstes Stockwerk

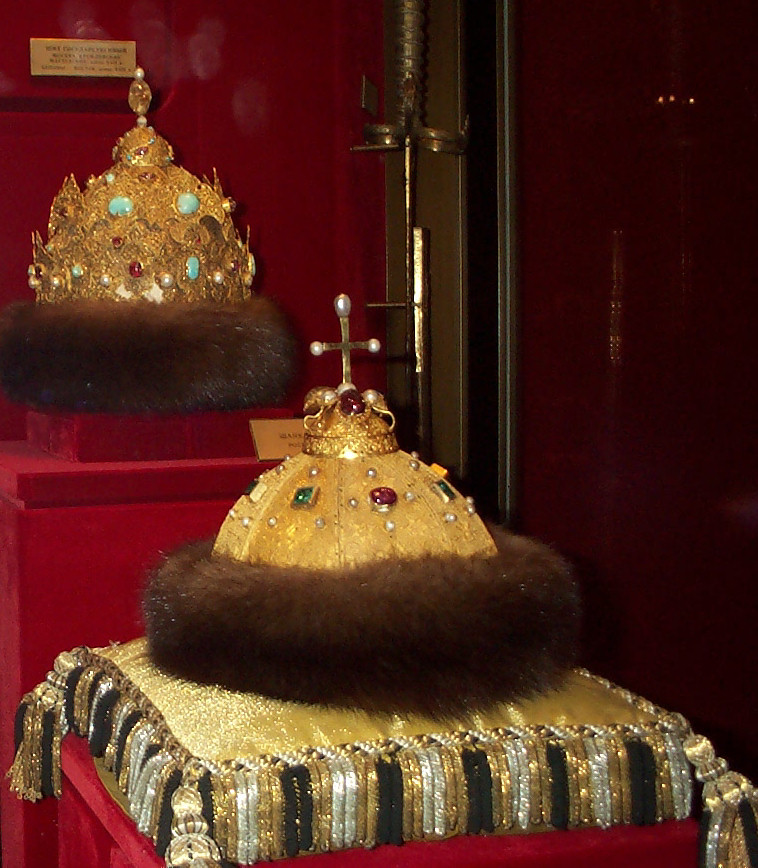
Mütze des Monomach

Die Ausstellungsfläche der ersten Etage verteilt sich auf vier Säle. Den ersten von ihnen erreicht man über einen Treppenaufgang von der Vorhalle aus. Hier sind Meisterwerke des russischen Stickereihandwerks ausgestellt, darunter besonders repräsentative Paradegewänder russischer Fürsten, Zaren, Kaiser und Kirchenoberhäupter. Zu sehen sind beispielsweise Mitren und Patriarchengewänder, die ursprünglich in der Sakristei des Kreml-Patriarchenpalastes aufbewahrt wurden – allein Nikon, unter dem der Palast entstand, besaß in seiner Amtszeit rund 100 solcher Gewänder. Die große Vitrine in der Mitte des Saals zeigt Paradekleidungsstücke russischer Kaiser aus der Zeit ab Anfang des 18. Jahrhunderts: Darunter befinden sich Paradegewänder der Kaiserinnen Anna Ioannowna, Elisabeth und Katharina II. (der Großen), die sie bei ihrer jeweiligen Krönungszeremonie trugen.

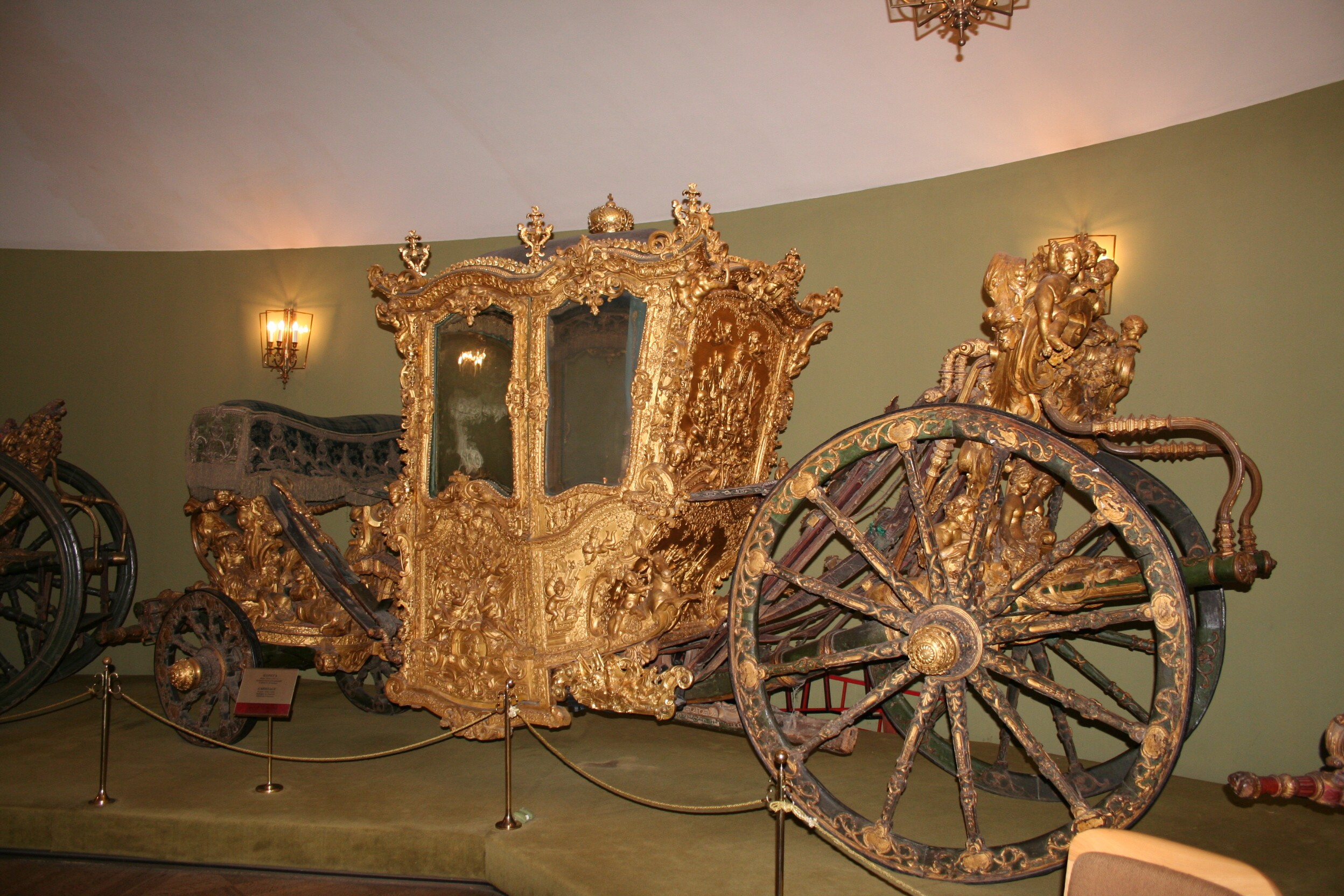
Historische Kutsche

Einen der bekanntesten Teile der Rüstkammer-Exposition beinhaltet der zweite Saal des ersten Stockwerks: Hier sind staatliche Regalien des russischen Zarenhofs ausgestellt, von denen einige ebenfalls bei Krönungsfeiern verwendet wurden. Einer von diesen Gegenständen ist die sogenannte Mütze des Monomach, eine etwa im 14. Jahrhundert aus Gold, Edelsteinen und Zobelfell hergestellte Krone aller Moskauer Großfürsten und russischer Zaren bis hin zu Peter dem Großen. Darüber hinaus sind in diesem Saal mehrere Originalthrone russischer Monarchen zu sehen, darunter ein im 14. Jahrhundert hergestellter und mit Elfenbeinplatten verkleideter Thron Iwan des Schrecklichen sowie ein mit Silber ausgiebig ornamentierter Doppelthron aus dem 17. Jahrhundert, der für die beiden Zarewitsche Iwan und Peter bestimmt war.
Es folgt ein kleiner Saal, dessen Exposition Erzeugnisse beinhaltet, welche einst in der zum Zarenhof gehörenden Werkstatt für Pferde- und Reiterausrüstung hergestellt wurden, sowie schließlich der Equipagensaal mit über einem Dutzend ehemals den Zaren gehörenden Originalkutschen aus dem 17. und dem 18. Jahrhundert. Außer mehreren russischen Paradekutschen der Kaiserinnen Anna, Elisabeth und Katharina II. (darunter sogar eine Schlittenkutsche für den Winter) ist ein in England hergestellter Paradewagen zu sehen, den Zar Boris Godunow 1603 von König Jakob I. geschenkt bekommen hatte.

### Diamantenfonds
Im Gebäude der Rüstkammer ist seit 1967 auch die ständige Ausstellung aus der Sammlung des sogenannten Diamantenfonds (russ. Алмазный фонд) eingerichtet. Beim letzteren handelt es sich um eine 1922 eingerichtete Abteilung des sogenannten Gochran, einer in der Frühsowjetzeit entstandenen Behörde zur Beschlagnahme und Aufbewahrung von besonders wertvollen Edelsteinen, Edelmetallbarren, Juwelen und ähnlichen Schätzen aus den vormaligen Besitztümern des Zarenhofs und des Adels. Speziell in die Bestände des Diamantenfonds wurden aus dem Zarenfiskus konfiszierte Schätze übertragen. Heute gehört der Diamantenfonds zum russischen Finanzministerium. Die in der Rüstkammer eingerichtete Exposition befindet sich im oberen Sockelgeschoss des Gebäudes. Für den Besuch dieser Ausstellung ist eine zusätzliche Eintrittskarte zu lösen. Die Mitnahme von Foto- oder Videokameras und ähnlichen Geräten in die Ausstellungshalle ist verboten, was durch die zusätzliche Sicherheitsschleuse am Eingang kontrolliert wird.

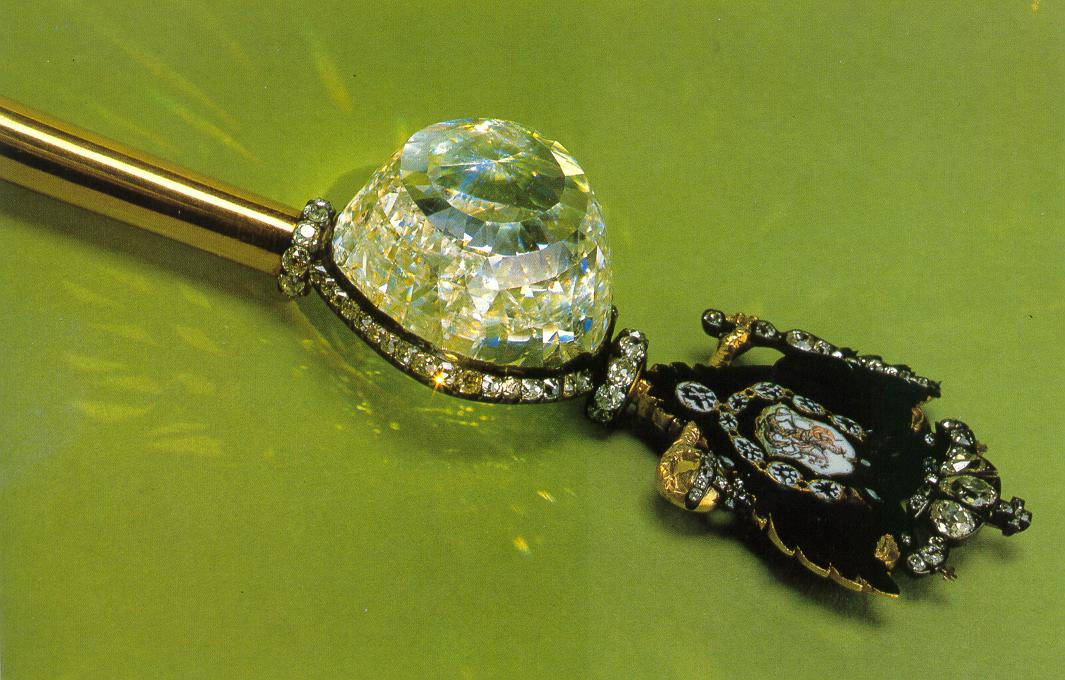
Orlow-Diamant

Wie der Name schon andeutet, handelt es sich bei vielen der Exponate um geschliffene Diamanten oder Erzeugnisse aus selbigen. Hier sind auch die bis zum Ende des Russischen Reichs offiziell verwendeten Zarenregalien ausgestellt, unter denen sich auch die aus dem Jahr 1762 stammende und mit zahlreichen Diamanten bestreute Krone befindet. Hervorzuheben ist dabei auch ein Zepter aus den 1770er-Jahren mit dem in ihn eingebauten 189,6 Karat schweren Orlow-Diamant. Ein ebenfalls einzigartiger Stein mit einem Gewicht von 88,7 Karat stellt der sogenannte Schah-Diamant dar: Er war ab dem 18. Jahrhundert im Besitz des persischen Schahs, bis dieser ihn im Jahre 1829 an Zar Nikolaus I. geschenkt hatte. Damit wollte der Schah die Ermordung des russischen Botschafters und bekannten Dichters Alexander Gribojedow in Teheran wiedergutmachen. Besonders große Exemplare – einige weisen ein Gewicht von weit über 300 Karat auf – finden sich in der ebenfalls im Diamantenfonds ausgestellten Sammlung von in der ostsibirischen Teilrepublik Jakutien gefundenen Diamanten.
Unter den weiteren markanten Exponaten des Diamantenfonds sind einst dem Zarenhof gehörende Juwelen zu nennen, von denen viele ebenfalls mit größeren Diamanten und anderen seltenen Edelsteinen geschmückt sind, ferner eine Sammlung von in Russland gefundenen Nuggets – darunter ein 1842 im Uralgebiet gefundener Goldklumpen mit einem Gewicht von gut 36 kg, mehrere Goldklumpen aus Sibirien sowie ein äußerst seltener Platinklumpen aus dem Ural mit einem Gewicht von 8 kg.